# Effedi Gasolone
Il Gasolone è un autocarro di piccole dimensioni prodotto dalla Effedi, un'azienda italiana di veicoli industriali, a partire dal 1988 fino al 2012, anno in cui l'azienda è stata dichiarata fallita. È stato il primo veicolo messo sul mercato dall'azienda con passi compresi tra 2,22 e 2,38 m.
Durante gli anni di produzione il mezzo è stato oggetto di un aggiornamento che ha riguardato la cabina (ristilizzata), le motorizzazioni e piccole modifiche alla gommatura e alle sospensioni.
Il Gasolone era disponibile sul mercato in due versioni principali: Gasolone FD29 (motore Diesel 1.5 88CV di origine Hyundai/ max 115 km/h) e Gasolone FD35 (motore diesel 1.5 110CV di origine Hyundai/max 115 km/h), rispettivamente di 2,9 e 3,5 tonnellate di peso complessivo. Era inoltre possibile richiedere anche la trazione integrale.
Accanto alle versioni classiche erano stati introdotti con il restyling tre nuovi modelli molto simili:
- Elettrone32 molto simile al Gasolone, di 3,2 tonnellate di peso complessivo, che si differenziava soprattutto per il motore, che era a propulsione elettrica.
- Metanone35 prodotto fino al 2008/2009, molto simile al Gasolone, di 3,5 tonnellate di peso complessivo, che si differenziava soprattutto per il motore, alimentato a gas, ad accensione comandata Hyundai G4JS.
- Brukone32 prodotto fino al 2006/2007 e derivato dal Gasolone 28 4x4, di 3,2 tonnellate di peso complessivo. Si differenziava perché omologato come macchina operatrice a trazione integrale permanente. Aveva un motore, ad iniezione ciclo diesel Peugeot WJY